# Sistema de lanzamiento vertical

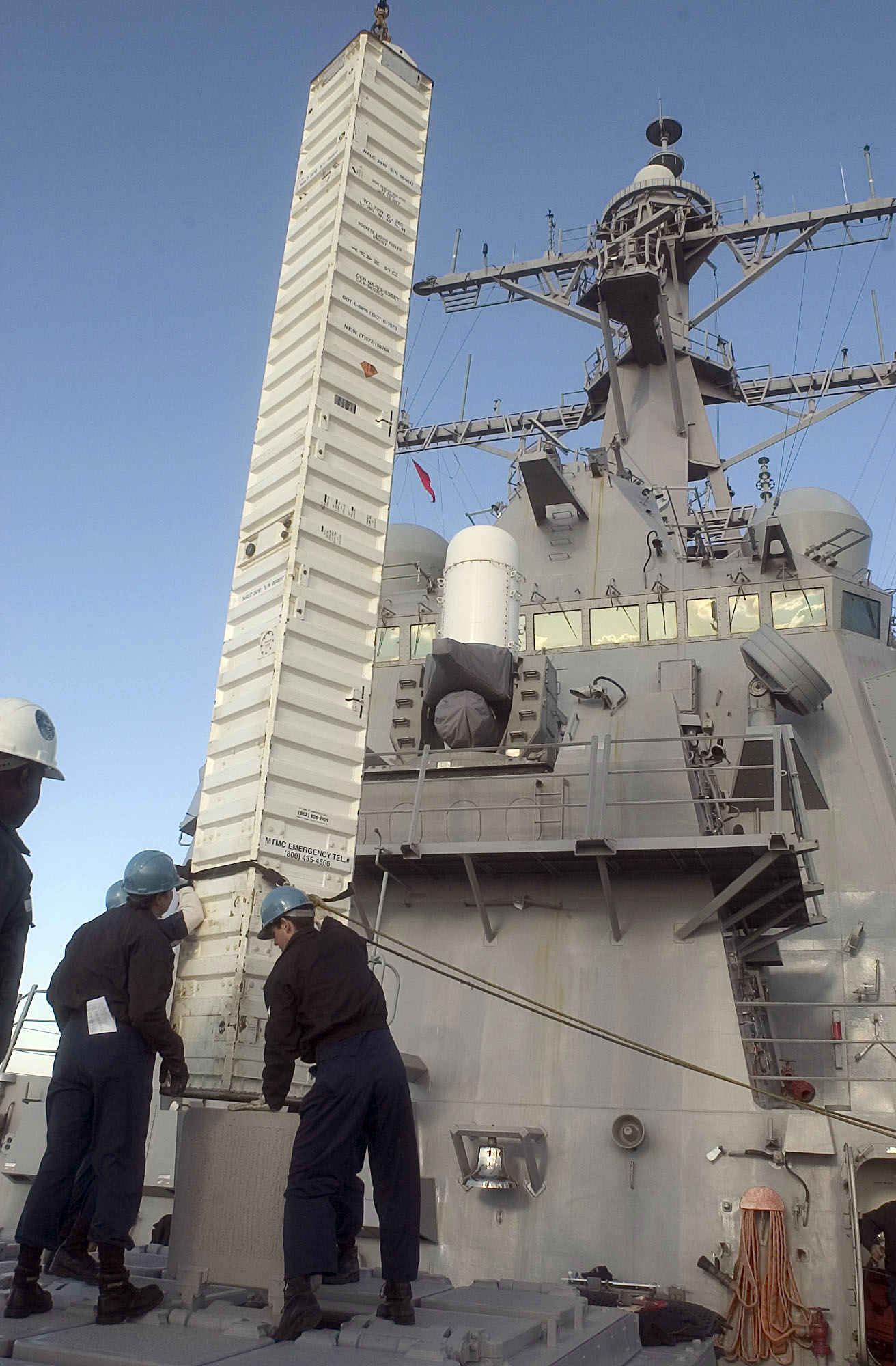
Los marineros a bordo del destructor USS Curtis Wilbur (DDG 54) estabilizan una celda del sistema Mark 41 VLS, que contiene un misil de crucero BGM-109 Tomahawk

Un sistema de lanzamiento vertical (VLS, por las siglas del inglés Vertical Launching System) es un sistema moderno de disparo de misiles usado a bordo de submarinos y buques de superficie. Derivado de los sistemas de lanzamiento desarrollados para los misiles balísticos a bordo de submarinos estratégicos (los SLBM), un VLS se concibe como un sistema equivalente a escala reducida para el lanzamiento de misiles de crucero como el Tomahawk y misiles superficie-aire (SAM) como los Standard.

## Diseño
El sistema de lanzamiento vertical de misiles es un grupo de silos lanzadores de misiles instalado bajo la cubierta de un barco, permite una mejor selección de misiles dentro de un contenedor de misiles, que funcionan como silos lanzadores de misiles intercambiables, se puede cambiar el cartucho lanzador de misiles, por un nuevo cartucho con un misil en su interior, para tener más potencia de fuego y mayor capacidad de supervivencia, los misiles se almacenan en una celda de lanzamiento en posición vertical, en los barcos que tienen el sistema de combate Aegis.
Los misiles son de combustible sólido y más pequeños que los lanzados desde tierra, las alas son plegables y tiene dos etapas. El silo del misil lanzado verticalmente está localizado frente a la cabina de mando de la nave Clase Ticonderoga, donde la tripulación puede ver el lanzamiento de los misiles a través de las ventanillas blindadas del puente de mando; los silos ocupan el lugar de los cañones principales, que son retirados en este nuevo modelo de nave de combate, para la instalación del silo lanzador; también se pueden instalar silos lanzadores de misiles en la popa del barco, junto a la plataforma para aterrizar helicópteros navales.

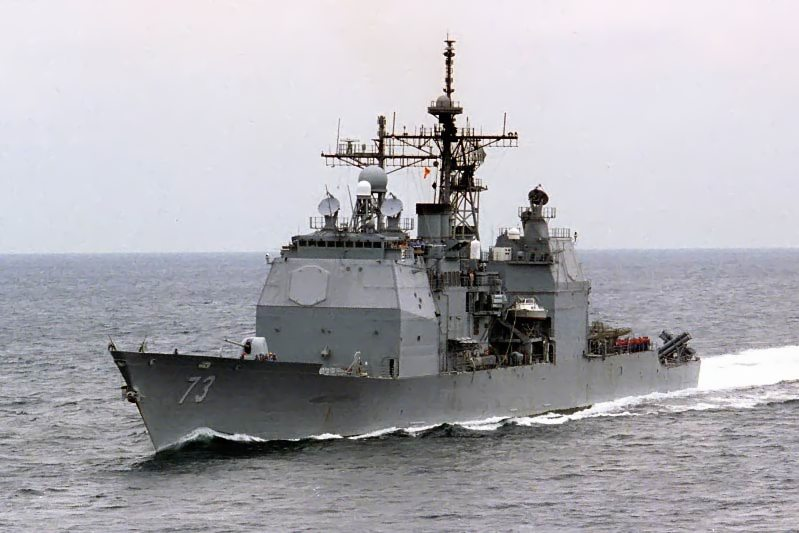
USS Port Royal (CG-73), un moderno crucero lanzamisiles de la clase Ticonderoga de la Armada de los Estados Unidos, botado en 1992.

El silo lanzador vertical múltiple se abre con una compuerta blindada, instalada sobre la cubierta del barco, comparable a la compuerta de los submarinos nucleares que se abre hacia el costado y mantiene al misil en su interior, protegido de las difíciles condiciones en el mar, humedad, lluvia, tormentas y olas que rompen sobre la popa de la nave, y el misil es lanzado desde el silo en posición vertical, fuera de la cubierta del barco y con un sistema lateral de expulsión de gases calientes, mediante unas pequeñas compuertas rectangulares que se abren a los costados del silo y sobre la cubierta del barco, al mismo tiempo de su lanzamiento; el sistema de lanzamiento puede transportar diferentes tipos de misiles en su interior, en cuatro filas juntas de cuatro misiles cada una, dependiendo del tamaño de la nave y el ancho de la cubierta, se pueden instalar más silos lanzadores de misiles.
Este nuevo sistema de armamento es instalado en los barcos de combate más modernos del mundo y establece una diferencia de tecnología, entre los barcos de combate de generaciones anteriores, que tienen lanzadores de misiles horizontales adaptados sobre la cubierta del barco, con los nuevos barcos de guerra, construidos recientemente y son de nueva generación, que en un combate moderno los superan ampliamente y dominan los mares del mundo en el nuevo siglo, como los de la  Clase Arleigh Burke y Clase Ticonderoga de Estados Unidos, Clase Álvaro de Bazán de España, Clase Fridtjof Nansen de Noruega, Clase Kírov de Rusia y el más moderno Type 45 (Clase Daring) de Inglaterra. 
Algunas fragatas Clase Oliver Hazard Perry vendidas a otros países como por ejemplo Australia, han sido repotenciadas con pequeñas celdas de lanzamiento de misiles, en los sistemas de armas embarcados con el lanzador MK 41 de misiles de lanzamiento vertical con 8 silos lanzadores, para lanzar los misiles navales S.A.M. Envolved Sea Sparrow Missile.